# Кубок УРСР з футболу 1990
Кубок УРСР з футболу проходив з 11 травня по 28 жовтня 1990 року. У турнірі брали участь 19 команд.
Переможцем стала команда «Полісся» з Житомира (головний тренер — Валерій Стародубов). Найкращий бомбардир — Вадим Колесник з охтирського «Нафтовика» (7 забитих м'ячів).

## 1/16 фіналу
| Команда 1                  | Заг. | Команда 2             | 1-й матч | 2-й матч |
| -------------------------- | ---- | --------------------- | -------- | -------- |
| «Кристал» (Херсон)         | 1:4  | «Торпедо» (Запоріжжя) | 1:2      | 0:2      |
| «Чайка» (Севастополь)      | 0:1  | «Океан» (Керч)        | 0:0      | 0:1      |
| «Прикарпаття»              | 1:2  | «Авангард» (Рівне)    | 1:0      | 0:2      |
| «Суднобудівник» (Миколаїв) | 0:3  | «Нафтовик» (Охтирка)  | 0:2      | 0:1      |

## 1/8 фіналу
| Команда 1                | Заг. | Команда 2              | 1-й матч | 2-й матч |
| ------------------------ | ---- | ---------------------- | -------- | -------- |
| «Поділля» (Хмельницький) | 3:3  | «Кривбас» (Кривий Ріг) | 1:1      | 2:2      |
| «Динамо» (Біла Церква)   | 3:5  | «Колос» (Нікополь)     | 2:1      | 1:4      |
| «Торпедо» (Запоріжжя)    | 4:3  | «Океан» (Керч)         | 2:0      | 2:3      |
| «Авангард» (Рівне)       | 4:5  | «Нафтовик» (Охтирка)   | 4:3      | 0:2      |
| «Дніпро» (Черкаси)       | 6:5  | «Шахтар» (Павлоград)   | 5:1      | 1:4      |
| СКА (Київ)               | 1:2  | «Маяк» (Харків)        | 1:1      | 0:1      |
| «Зірка» (Кіровоград)     | 2:2  | «Десна» (Чернігів)     | 2:1      | 0:1      |

## Чвертьфінал
| Команда 1            | Заг. | Команда 2                | 1-й матч | 2-й матч |
| -------------------- | ---- | ------------------------ | -------- | -------- |
| «Полісся» (Житомир)  | 5:2  | «Поділля» (Хмельницький) | 4:1      | 1:1      |
| «Колос» (Нікополь)   | 1:5  | «Торпедо» (Запоріжжя)    | 1:3      | 0:2      |
| «Нафтовик» (Охтирка) | 6:2  | «Дніпро» (Черкаси)       | 5:1      | 1:1      |
| «Десна» (Чернігів)   | 2:1  | «Маяк» (Харків)          | 1:0      | 1:1      |

## Півфінал
| Команда 1             | Заг.         | Команда 2           | 1-й матч | 2-й матч |
| --------------------- | ------------ | ------------------- | -------- | -------- |
| «Торпедо» (Запоріжжя) | 0:0 пен. 1:3 | «Полісся» (Житомир) | 0:0      | 0:0      |
| «Нафтовик» (Охтирка)  | 3:2          | «Десна» (Чернігів)  | 3:0      | 0:2      |

## Фінал
| Команда 1            | Заг. | Команда 2           | 1-й матч | 2-й матч |
| -------------------- | ---- | ------------------- | -------- | -------- |
| «Нафтовик» (Охтирка) | 3:5  | «Полісся» (Житомир) | 3:1      | 0:4      |

| Перший матч 18 жовтня 1990 |

| «Нафтовик»                    | 3 – 1 | «Полісся» |
| ----------------------------- | ----- | --------- |
| Колесник 30', 78' Попович 35' |       | Леонов 5' |

| «Нафтовик» (Охтирка) Глядачів: 8 000 Арбітр: Володимир П'яних |

«Нафтовик»: Юрій Прохоров, Анатолій Єрмак, Віктор Яїчник (Володимир Наумчук, 82), Василь Єрмак, Сергій Сухарєв, Сергій Фомін, Віктор Попович, Борис Шуршин, Василь Сараєв, Вадим Колесник, Володимир Тимченко (Павло Матвейченко, 68).
«Полісся»: Ігор Рутковський, Стефан Баран, В'ячеслав Хруслов, Микола Анненков, Ігор Ракитинець (Юрій Стрихарчук, 80), Віктор Присяжнюк, Паша Касанов (Андрій Лапін, 40), Андрій Желтоносов (Андрій Ілюхін, 65), Ігор Талько, Юрій Леонов, Анатолій Лукашенко.
 Ракитинець, Леонов.
| Другий матч 28 жовтня 1990 |

| «Полісся»                                   | 4 – 0 | «Нафтовик» |
| ------------------------------------------- | ----- | ---------- |
| Желтоносов 42' Лапін 52' Лукашенко 53', 76' |       |            |

| Житомир Глядачів: 8 600 Арбітр: Мирослав Ступар |

«Полісся»: Ігор Рутковський (Сергій Страшненко, 87), Ігор Ракитинець, В'ячеслав Хруслов (Олександр Огородник, 86), Микола Анненков, Юрій Стрихарчук, Віктор Присяжнюк (Стефан Баран, 54), Андрій Лапін, Андрій Желтоносов (Андрій Ілюхін, 85), Ігор Талько, Юрій Леонов, Анатолій Лукашенко (Руслан Соболевський, 86).
«Нафтовик»: Юрій Прохоров, Анатолій Єрмак, Віктор Яїчник, Василь Єрмак, Сергій Сухарєв, Сергій Фомін, Віктор Попович, Борис Шуршин, Василь Сараєв, Вадим Колесник, Володимир Тимченко (Павло Матвейченко, 46; Сергій Горох, 75).
 Желтоносов — Колесник, А. Єрмак, Тимченко.
 В. Єрмак (38).